# Giovanni Burnacini
Giovanni Burnacini (Cesena, ... – Vienna, 1655) è stato uno scenografo italiano.

## Biografia
Fu attivo a Ferrara, quindi a Venezia, inizialmente presso il Teatro dei Santi Apostoli a Ca' Bellegno e presso il Teatro dei Santi Giovanni e Paolo, in collaborazione col fratello Marcantonio. A Venezia, dopo i primi lavori (Le nozze d'Enea, di Claudio Monteverdi, 1640 o 1641, Narciso ed Eco immortalati, di Francesco Cavalli, 1642, Gli amori di Giasone e d'Issifile di Marco Marazzoli, 1642), raggiunse il successo progettando e realizzando le scene de L'incoronazione di Poppea del Monteverdi, diventando nome di spicco tra gli scenografi di Venezia ed ereditando  la fama del Chenda. A partire dal 1641 dovette confrontarsi con l'astro nascente della scenografia italiana Jacopo Torelli.
Dopo dieci anni di successi, in una vera e propria gara virtuosa di bravura con il rivale (merita di essere ricordata  al proposito La finta savia, di Filiberto Laurenzi del 1643 che anche nel titolo allude al successo d'esordio del Torelli, La finta pazza, di Francesco Sacrati), nel 1651 venne chiamato alla corte di Vienna, dall'imperatore Ferdinando III.

## La carriera a Vienna
Probabilmente il nome dell'italiano venne suggerito all'imperatore dalla sua terza moglie, Eleonora Gonzaga-Nevers, perché l'inizio della sua attività a corte coincise con la data del nuovo matrimonio.
Il suo primo lavoro viennese è un'opera torneo, La gara, per la quale si fece aiutare dal figlio Lodovico.
Nello stesso anno venne incaricato di sovrintendere ai lavori di costruzione del primo teatro d'opera di Vienna.
Nel 1653 lavorò a Ratisbona a L'inganno d'amore, per i festeggiamenti del carnevale del 24 febbraio: lo spettacolo andò in scena di fronte ai membri della Dieta, i principi elettori dell'impero, canonizzando così l'opera in musica come la forma di spettacolo ufficiale emblema dell'autorità sovrana.
Le soluzioni architettoniche adottate in quell'occasione dal Burnacini nella costruzione di un teatro interamente in legno, progettato appositamente per ospitare l'opera e i festeggiamenti carnevaleschi, diventeranno il modello di riferimento per l'architettura teatrale della corte viennese.
Al culmine del successo, Giovanni muore improvvisamente nel 1655 o nel 1656, ma la sua eredità artistica viene raccolta dal figlio Lodovico Ottavio Burnacini.